# Ras malaï
Le ras malai, également connu sous le nom de rosomalai, ou roshmalai, est un dessert du sous-continent indien. Le dessert s'appelle roshmalai/rosmalai en bengali, ras malai en hindi, et rasa malei en Odia. Il est populaire en Inde, au Bangladesh et au Pakistan.
L'origine du dessert est impossible à vérifier, mais il existe plusieurs hypothèses reliant son origine à la région du Bengale, peut-être à Calcutta, au Bengale occidental ou à Comilla, au Bangladesh.

## Origine et étymologie
On pense que le ras malai est originaire du sous-continent indien oriental, en particulier dans la région du Bengale. D'une part, les frères Sen de Comilla opérant sous la marque Matri Bhandar prétendent être le fabricant original du dessert. D'une autre, KC Das Grandsons affirme également l'avoir inventé à Calcutta. Depuis 2017, le Bangladesh entame les procédures d'enregistrement du statut indication géographique pour le ras malai et établit son origine à Comilla,.
Selon The Diner's Dictionary: Word Origins of Food and Drink publié par Oxford University Press Le terme vient de l'hindi raś « jus » et malai « crème ».

## Ingrédients
Le ras malai se compose de boules aplaties de chhena imbibées de malai (une sorte de crème caillée ) aromatisées à la cardamome. Le lait est bouilli et un peu de vinaigre ou de jus de citron vert est ajouté pour le diviser. Le lactosérum est jeté et les éléments solides du lait sont égouttés, refroidis et pétris en une pâte. La pâte est divisée en petites boules et les boules sont cuites dans de l'eau chaude additionnée d'un peu d'eau de rose. Les boulettes sont ensuite cuites dans du lait avec du safran, des pistaches et du kheer comme farce.

## Variantes

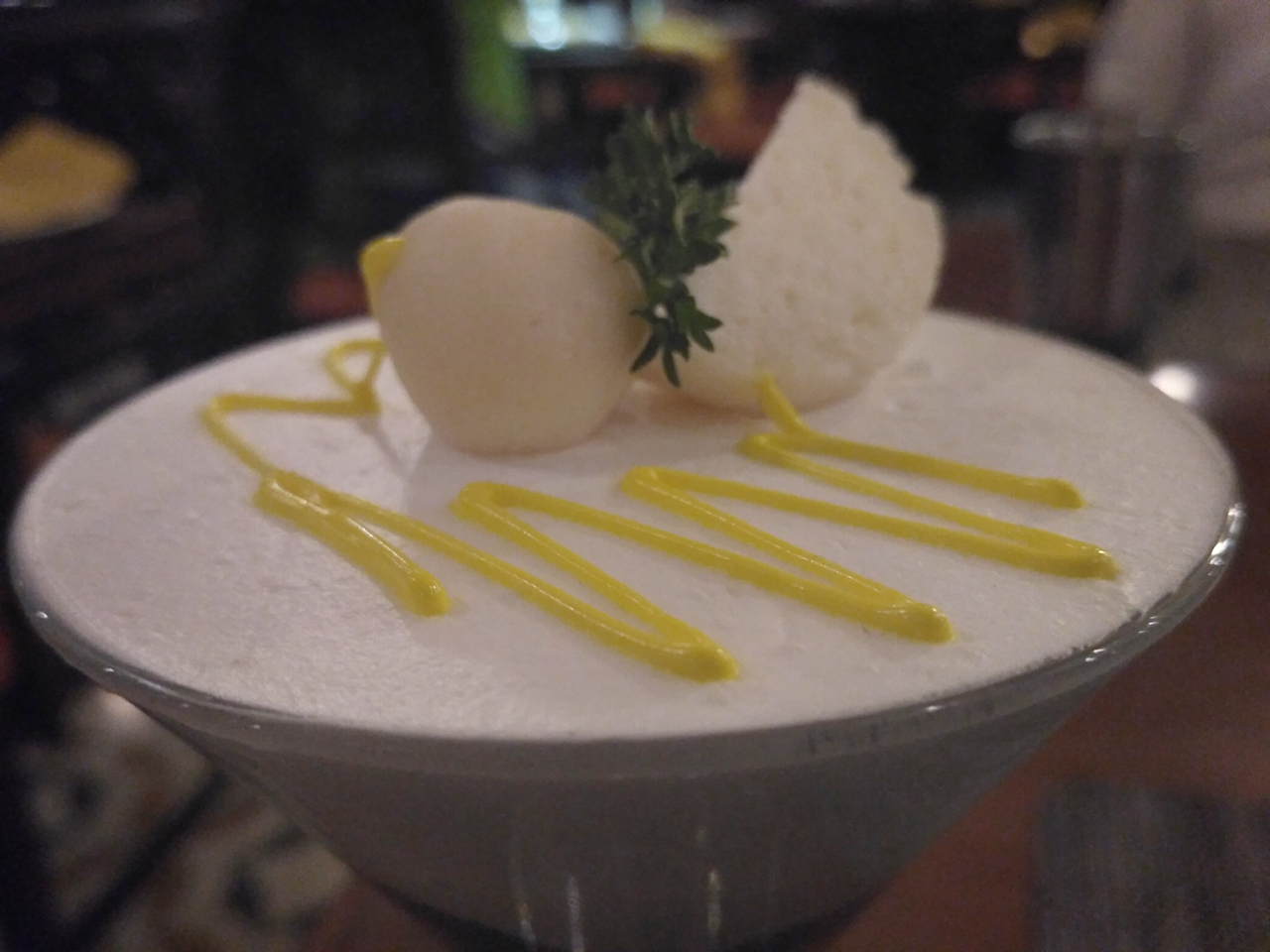
Ras malai.

Différents types de ras malai peuvent être trouvés dans différentes régions telles que Rasmanjuri dans la division Rangpur. À Dhaka et Rangpur, les ras malais ont une forme similaire aux rasgullass.
 